# El Roble (Colombia)
El Roble è un comune della Colombia facente parte del dipartimento di Sucre.
L'abitato venne fondato da Juan de la Cruz Ángulo nel 1800, mentre l'istituzione del comune è del 2000.